# سوپ ترشک
سوپ ترشک از آب یا آبگوشت، برگ ترشک و نمک تهیه می‌شود. انواع این سوپ عبارتند از اسفناج، سلمکی باغی، شاتوت، گزنه، و گاهی قاصدک، نقرس یا والک، همراه با یا به جای ترشک. به زبان‌های یهودی اشکنازی، بلاروسی، استونیایی، مجارستانی، لتونیایی، لیتوانیایی، رومانیایی، ارمنی، لهستانی، روسی و اوکراینی شناخته شده‌است. نام‌های انگلیسی دیگر آن، که به صورت‌های مختلف schav , shchav , shav، یا shtshav نوشته می‌شوند، از زبان ییدیش وام گرفته شده‌اند، که به نوبهٔ خود از زبان‌های اسلاوی گرفته شده‌است، مانند بلاروسی шчаўе، روسی و اوکراینی щавель، shchavel، لهستانی szczaw. نام سوپ در نهایت از زبان پروتو-اسلاوی ščаvь برای ترشک گرفته شده‌است. به دلیل رایج بودن آن به عنوان یک سوپ در غذاهای اروپای شرقی، اغلب به آن برش سبز می‌گویند، به عنوان خانواده برش استاندارد و بنفش مایل به قرمز چغندر. در روسیه، جایی که shchi (همراه با یا به جای برش) سوپ اصلی بوده‌است، سوپ ترشک نیز shchi سبز نامیده می‌شود. در کتاب‌های آشپزی قدیمی روسی به آن سوپ سبز می‌گفتند.
سوپ ترشک معمولاً شامل مواد دیگری مانند زردهٔ تخم‌مرغ یا تخم‌مرغ کامل (آب‌پز یا هم‌زده)، سیب زمینی، هویج، ریشه جعفری و برنج است. انواع برش سبز اوکراینی شامل چغندر نیز می‌شود. در غذاهای لهستانی، اوکراینی، بلاروسی و روسی، سوپ ترشک ممکن است با استفاده از هر نوع آبگوشت به جای آب تهیه شود. معمولاً با اسمتانا (نوعی خامه ترش اروپای شرقی) تزئین می‌شود. ممکن است به صورت گرم یا سرد سرو شود.

سوپ ترشک با طعم ترش به دلیل اسید اگزالیک موجود در ترشک مشخص می‌شود. طعم ترش ممکن است با افزودن خامهٔ ترش از بین برود، زیرا اسید اگزالیک با کلسیم و کازئین واکنش می‌دهد. برخی ممکن است طعم ترشک را به عنوان «تانیک» یاد کنند، مانند اسفناج یا گردو.

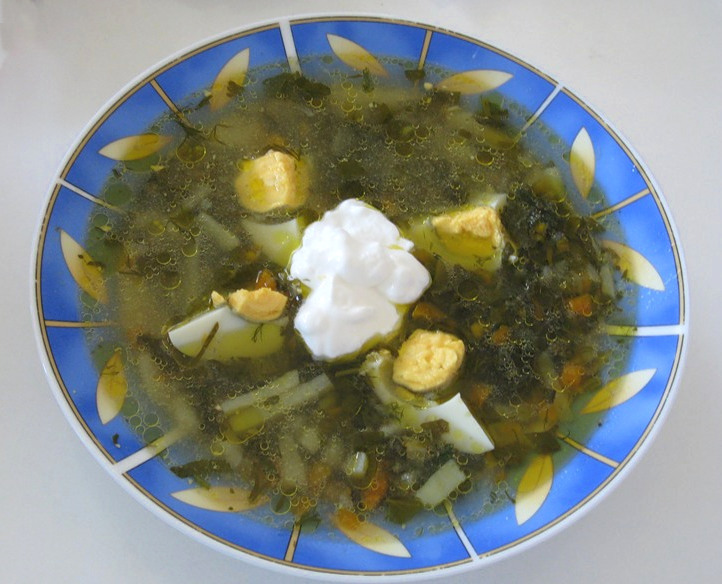
برش سبز با تخم‌مرغ و خامهٔ ترش
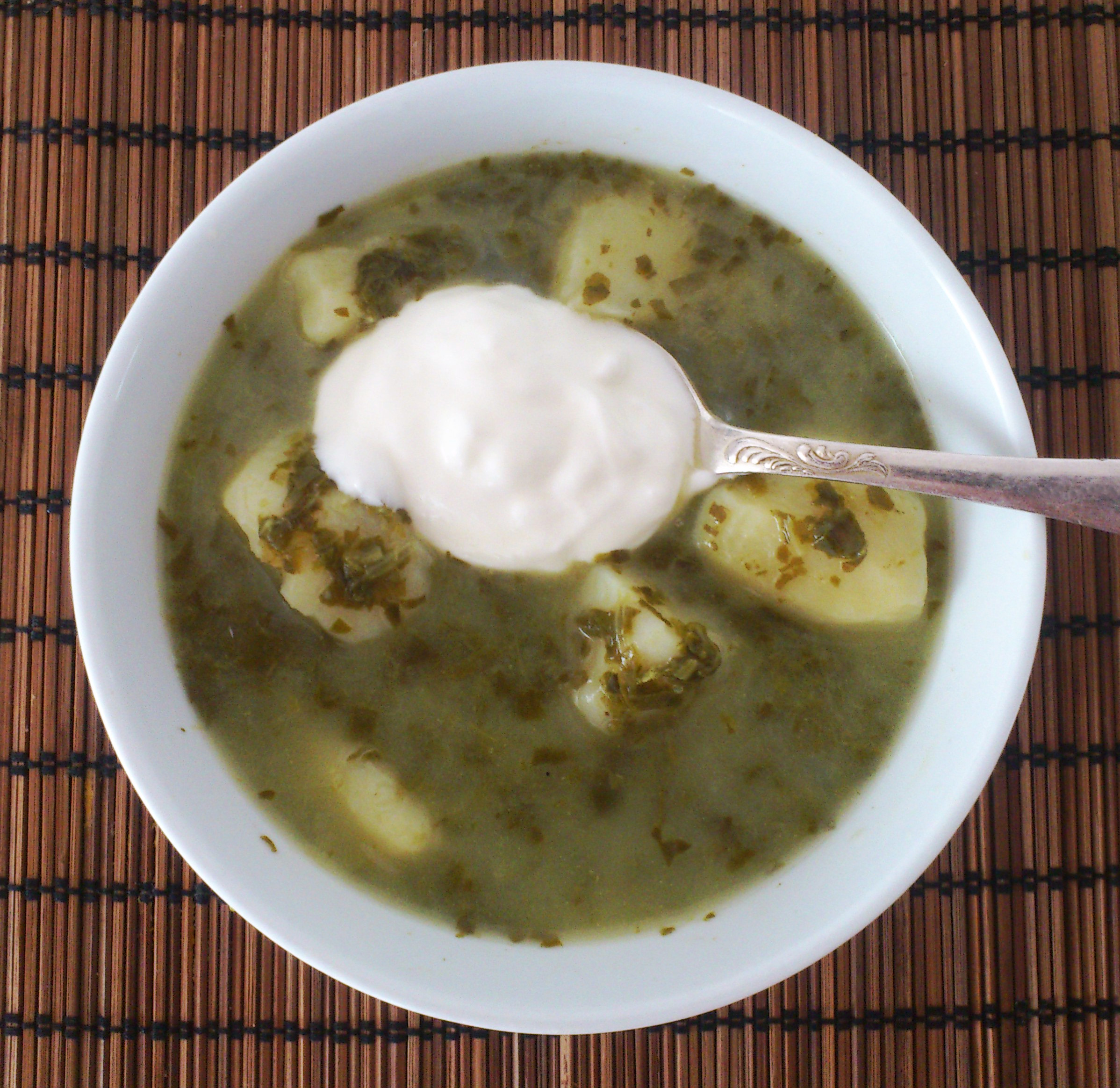
برش سبز با اسفناج به جای ترشک و با سیب‌زمینی درست می‌شود
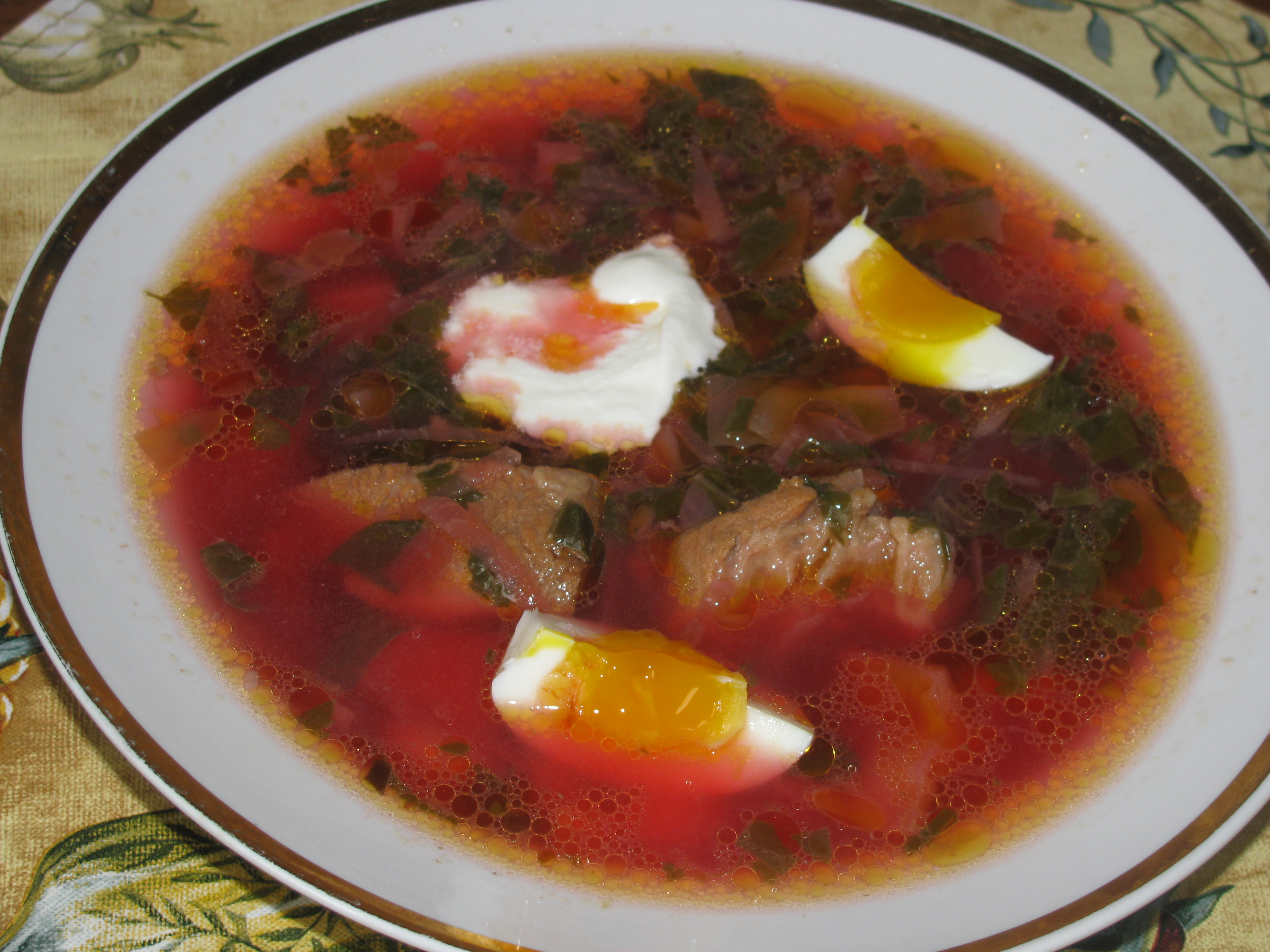
برش سبز اوکراینی شامل ترشک و چغندر